# Islám v České republice nechceme
Islám v České republice nechceme (IVČRN) je iniciativa kritizující islám a jeho praktiky. Usiluje o zastavení šíření islámu na území České republiky a o zamezení všech forem potenciální islamizace státu postavením šíření a propagace islámu v Česku mimo zákon. Facebooková stránka hnutí dosáhla v prosinci 2016 163 000 podporovatelů, než byla Facebookem zrušena. Ministerstvo vnitra ve starších zprávách o extremismu iniciativu hodnotilo jako islamofobní populistický subjekt, který se pokouší využít vzestupu protiislámských a protiimigrantských nálad. Podle ministerstva přitom záměrně využívá informace, které jsou vytržené z kontextu, dezinterpretované nebo zobecněné. Tiskovým mluvčím hnutí je Artur Fišer. Organizace spravuje webové stránky, kde zveřejňuje zprávy o událostech ve světě souvisejících s islámem a některé, o kterých česká média údajně neinformují. Hnutí v současné době[kdy?] nemá žádný profil na sociální síti Facebook. Dříve také pořádalo demonstrace proti islámu a imigraci muslimů. Organizace usiluje mj. o naprostý zákaz halal porážek a zákaz nošení nikábů na veřejnosti. Spolupracuje také s některými exmuslimy. Z hlediska právní formy jde o spolek, sídlí v Hradci Králové.

## Historie organizace
Iniciativa IVČRN vznikla v červenci roku 2009 jako komunita diskutérů na sociální síti Facebook, v té době skupina čítala jen několik stovek uživatelů. Podle Ministerstva vnitra vznikla platforma IVČRN přetransformováním z původní skupiny Czech Defence League (CzDL), která byla hodnocena jako extremistická a následně zanikla; vzorem pro skupinu CzDL byla kontroverzní anglická protipřistěhovalecká organizace English Defence League. Spoluzakladatelem skupiny byl Martin Konvička, který byl v jejím čele od roku 2009 do června 2015, kdy stál u zrodu politického hnutí Blok proti islámu, nicméně s IVČRN i nadále spolupracuje, zastupuje ho v médiích a na veřejnosti.
Popularita organizace Islám v ČR nechceme, zejména na sociálních sítích, postupem času vzrůstala. V prosinci 2010 měla iniciativa 55 000 příznivců na Facebooku, v prosinci 2014 jich bylo již více než 110 000, v říjnu roku 2015 bylo jejích podporovatelů přes 160 000 a v době zrušení facebookové stránky měla téměř 164 000 příznivců. Dne 11. ledna 2016 Facebook profil organizace zablokoval. K obdobnému zablokování stránky došlo již v roce 2014, tehdy však byla po několika dnech opět odblokována, což se v tomto případě nestalo a protiislámští aktivisté přesunuli svou činnost na záložní stránku. V prosinci 2016 byla zablokována i tato stránka, v té době se 73 000 podporovateli. Nově vzniklá stránka měla k 9. prosinci přes 3 tisíce podporovatelů. Facebook následně obnovil úplně původní stránku IVČRN se 160 000 podporovateli, a ta je k 12. prosinci opět aktivní.

## Cíle organizace
Hnutí uvádí jako své cíle následující bod:
- Boj proti islamizaci ČR všemi zákonnými prostředky
- Zákaz šíření a propagace islámu v ČR, jelikož některá islámská nařízení jsou podle názorů IVČRN v rozporu se základními lidskými právy
- Zákaz halal porážek zvířat, pro kterou Ústředí muslimských obcí ČR dostalo roku 2010 zákonnou výjimku
- Zákaz islámských symbolů na veřejnosti a zákaz úplného zahalování žen
- Snaha o komunikaci s širokou veřejností o islámu

## Činnost organizace
Hnutí chce probudit českou společnost a varovat ji před islámem jako takovým. Hnutí také spolupracuje s exmuslimy, apostaty od islámu (např. s Pavlínou Bitarovou, Beátricí Radosou nebo Lukášem Lhoťanem – ten ale skupinu přestal podporovat a prohlásil ji za nenávistné hnutí), s nimiž pořádá semináře pro veřejnost.

### 2014
V roce 2014 iniciativa uspořádala petici proti 2. stupni registrace (ten by umožnil např. vyučování islámu na státních školách nebo zřizování církevních islámských škol) Ústředí muslimských obcí ČR, které neplnilo své zákonné povinnosti pro tento krok, např. nepodávalo výroční zprávy. Celkem hnutí nasbíralo na podpisových arších pod touto peticí přes 24 500 podpisů. Organizace o tom před Vánocemi poslala otevřený dopis prezidentu Miloši Zemanovi.

### 2015
K významnému nárůstu popularity organizace došlo v roce 2015, zejména v souvislosti s teroristickým útokem na redakci časopisu Charlie Hebdo a Evropskou migrační krizí.

#### První pololetí 2015

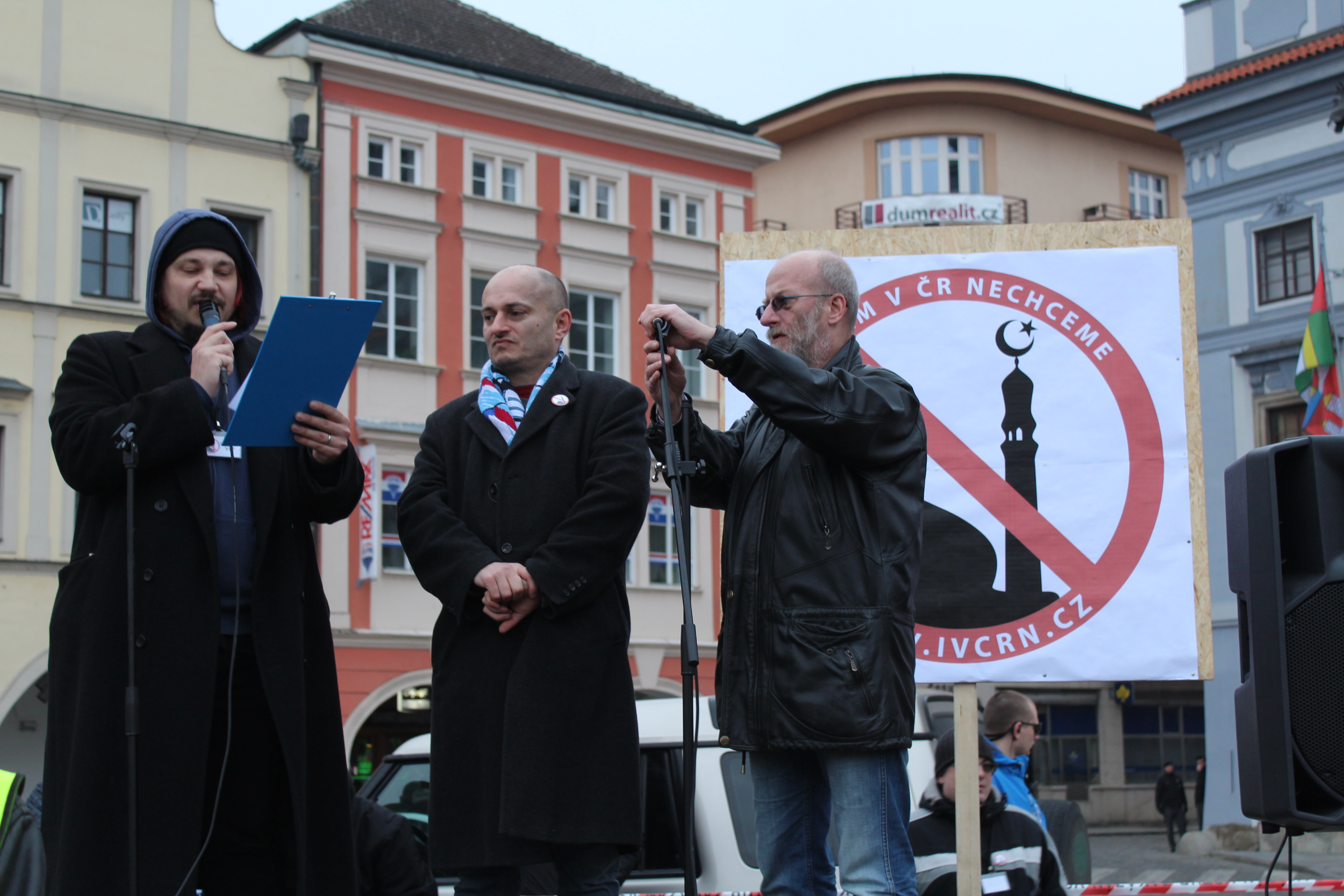
Miroslav Adamec, Martin Konvička a David Štěpán na akci iniciativy IvČRN (České Budějovice).

Dne 7. ledna proběhla v sále Jihočeské univerzity přednáška exmuslimky Pavlíny Bitarové na téma „Má cesta k islámu a zase zpátky“, od které se ale univerzita distancovala s tím, že jde pouze o soukromou akci Martina Konvičky. Téhož dne proběhl teroristický útok na redakci satirického magazínu Charlie Hebdo a v reakci na něj svolal lídr hnutí Martin Konvička na 16. ledna demonstraci proti islámu na pražské Hradčanské náměstí.
Demonstrace proběhla podle plánu 16. ledna. Údaje o počtu účastníků se různí. Akce se účastnili i někteří politici jako Tomio Okamura (v té době Úsvit), Marek Černoch (Úsvit), Jana Černochová (ODS) a Jana Volfová (ČS) a další hosté. Dle některých médií se jednalo o demonstraci islamofobů a rasistů, vedení hnutí však takové označení důrazně odmítá. V následujících měsících proběhly další demonstrace, a to 14. 2. 2015 v Brně, 14. 3. 2015 v Českých Budějovicích a 18. 4. 2015 v Teplicích.
Dne 21. ledna byl Martin Konvička hostem pořadu České televize Hyde Park. Dle portálu Demagog.cz uvedl šest nepravdivých, pět pravdivých, čtyři zavádějící výroky a čtyři další výroky, které nedokázali zaměstnanci serveru Demagog.cz ověřit. Druhého dne se Martin Konvička účastnil diskuse také v pořadu Máte slovo.
Dne 13. února 2015 vydala organizace na svých oficiálních stránkách tzv. „Návrh programu (k široké diskusi)“, v němž uvedla své cíle a plány do budoucna a stavěla se proti údajným pomluvám ze strany některých médií.
Dne 24. února vydalo hnutí „Vyjádření IVČRN pro média“, v němž se veřejně distancovalo od demonstrace, kterou 21. února pořádala extremistická Dělnická strana sociální spravedlnosti. Hlavním důvodem tohoto vyjádření byla žádost o omluvu České televize, která jako upoutávku na demonstraci DSSS použila záběry z demonstrace IvČRN v Brně, a o sjednání nápravy. Martin Konvička tento krok komentoval slovy: „IvČRN spojuje se stranou DSSS odpor proti islámské expanzi. Naše ideová východiska však jsou odlišná, IvČRN odmítá islám, protože je nelidský a znamená nesvobodu, zatímco DSSS jej odmítá z etnicko-rasových důvodů.“
Dne 21. května začala iniciativa sbírat podpisy k petici proti plánovaným kvótám na přerozdělování migrantů mezi členské státy EU. Po dobu pouhého měsíce trvání petice nasbírala organizace více než 180 000 podpisů, které předložila v druhé polovině června na jejím projednávání v Poslanecké sněmovně, která ale nepřijala k této petici žádné usnesení.
Dne 29. května došlo na Horním náměstí v Olomouci k incidentu mezi protiislámskými aktivisty sbírajícími podpisy a skupinou muslimských zahraničních studentů. Minimálně jeden z nich se pokusil poškodit petiční stánek, situaci na místě řešili policisté. K fyzickému napadení ani poškození majetku podle nich nedošlo. Policisté následně zjišťovali, jestli byl spáchán přestupek. Dle zástupce IVČRN Artura Fišera na aktivisty na náměstí čekalo asi dvacet muslimů, kteří následně zdemolovali petiční stánek; aktivisté už podali trestní oznámení. Fišerova verze je ale v rozporu s vyjádřením policie, která podobně jako svědci uvádí, že jen jeden student strhl plakát a převrhl stánek. Podle jednoho ze studentů, který údajně stánek napadl, konflikt naopak vyvolali aktivisté, když slovně nadávali jinému studentovi. Tuto verzi zastává i další svědek události, šéfredaktor Olomouckého deníku Martin Dostál.

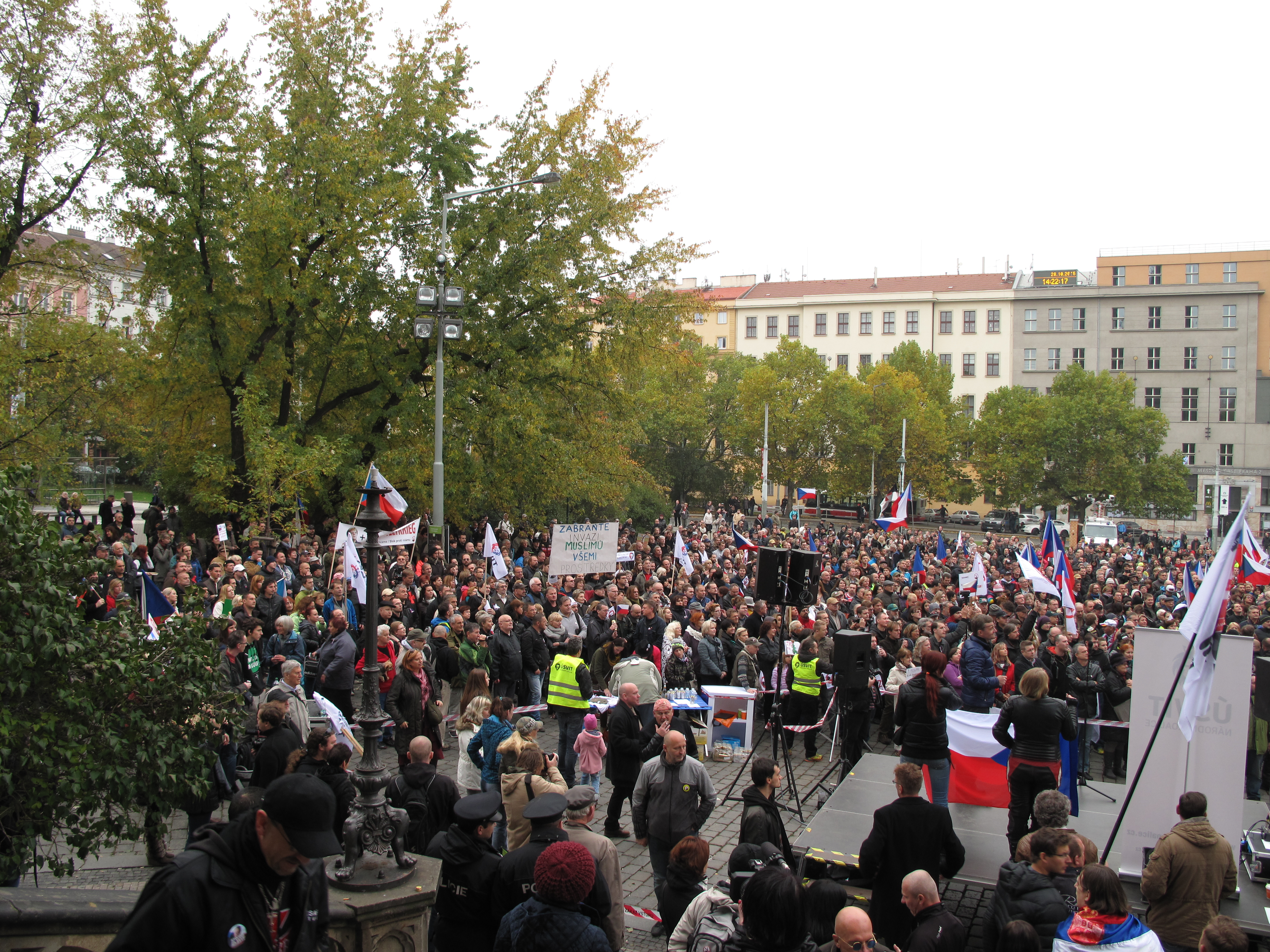
Demonstrace proti islámu a imigraci na pražském náměstí Míru, 28. října 2015

Dne 6. června proběhl ustavující sněm občanské iniciativy Blok proti islámu (BPI), který je nadstavbou IVČRN. Ten podle jeho zakladatelů funguje nezávisle na IvČRN pro účely sjednocení českých antiislamistů. Dne 6. září oznámil předseda Bloku proti islámu Martin Konvička, že organizace bude kandidovat do krajských voleb v roce 2016, senátních voleb v tomtéž roce a sněmovních voleb v roce 2017 společně s hnutím Úsvit – Národní koalice.
Dne 30. června uspořádala organizace IVČRN na Palackého náměstí v Praze demonstraci proti imigrantům, svolanou v reakci na tzv. dobrovolné přerozdělování běženců mezi členské státy EU. Demonstrace se zúčastnilo asi 700 lidí. Mezi řečníky byl např. lídr hnutí Blok proti islámu Martin Konvička nebo tehdejší předseda hnutí Úsvit Marek Černoch.

#### Druhé pololetí 2015
Začátkem července uspořádalo několik organizací protesty proti imigraci, na demonstraci extremistické Národní demokracie se dokonce objevily šibenice určené „vlastizrádcům“, toto jednání ale hnutí Islám v České republice nechceme důrazně odsoudilo.
Dne 12. srpna rozmístila organizace v Praze několik figur ukamenovaných žen doplněných nápisy typu „byla nevěrná“ nebo „otěhotněla po znásilnění“. Chtěla tím upozornit na nebezpečí islámu a násilí páchané na ženách.
Dne 19. srpna uspořádalo hnutí demonstraci, nazvanou „Tichý pochod proti týrání a útisku žen v islámu“, kterého se zúčastnila asi stovka lidí.
Dne 28. října uspořádala iniciativa několik souběžných demonstrací proti islámu a islámské imigraci. Demonstrace se konaly v Praze, Brně, Ostravě a Ústí nad Labem a celkem se jich zúčastnilo asi 3 000 lidí. Nejvyšší účast měla demonstrace v Brně, které se zúčastnilo asi 1 500 osob, na ostravské demonstraci byl mezi řečníky i předseda Bloku proti islámu Martin Konvička.
Dne 17. listopadu, v den boje za svobodu a demokracii, uspořádal Blok proti islámu (BPI) s podporou iniciativy IvČRN demonstraci proti islámu na pražském Albertově, kde 17. listopadu 1989 začaly události sametové revoluce. Na akci, které se účastnilo asi 2 000 osob, vystoupil i prezident Miloš Zeman, což vyvolalo značný mediální ohlas a kritiku, zejm. bylo zmiňováno, že stál na jednom pódiu s předsedou Bloku proti islámu Martinem Konvičkou.

### 2016

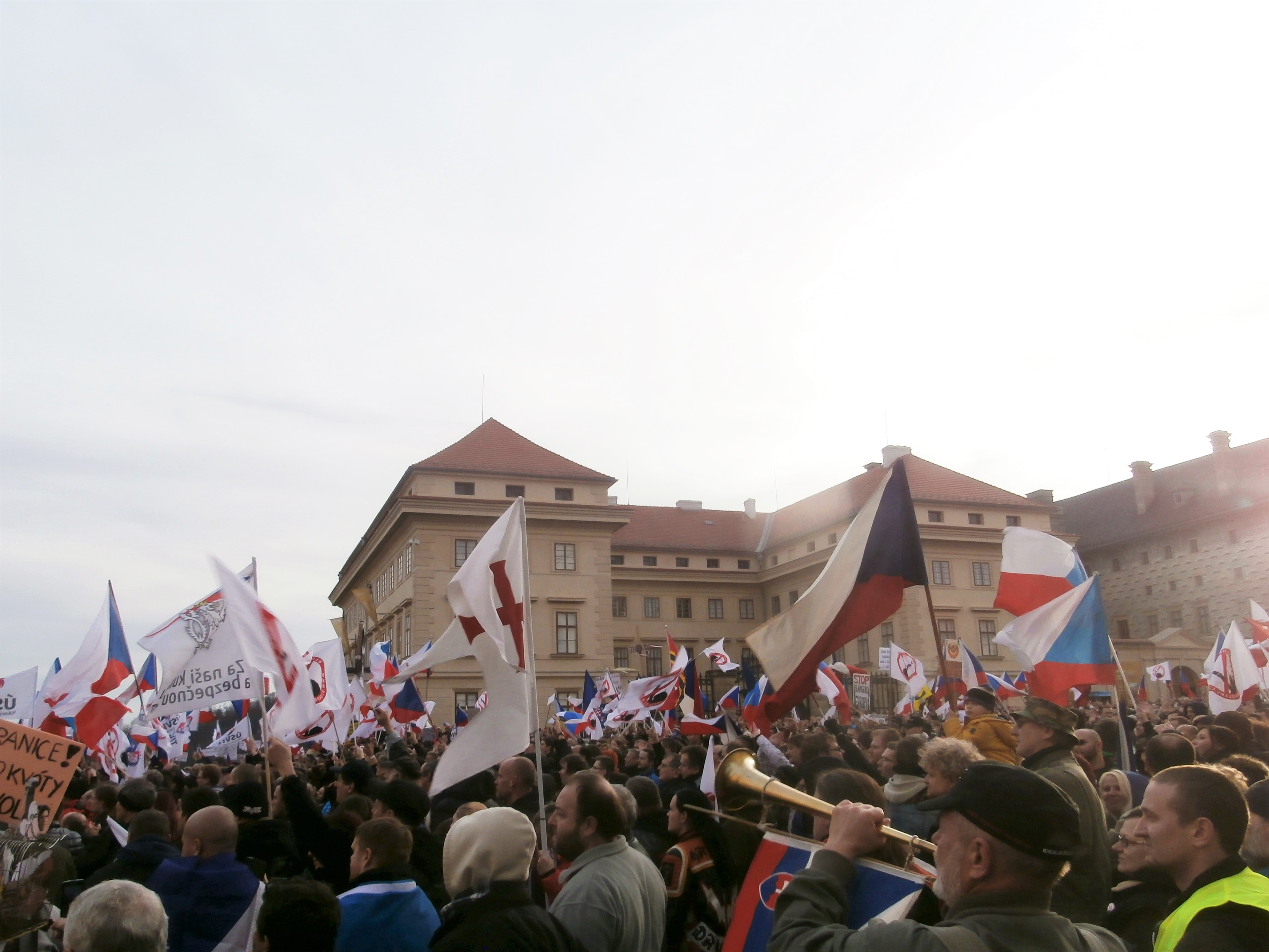
Demonstrace kontroverzního Bloku proti islámu proti islamizaci Evropy

Dne 11. ledna 2016 zrušil Facebook oficiální stránku iniciativy s názvem "Islám v České republice nechceme" kvůli šíření nenávisti a xenofobie. Stalo se tak poté, co byla stránka opakovaně nahlašována uživateli, kteří upozorňovali na údajné porušování pravidel Facebooku. V té době měla necelých 164 000 příznivců. Antiislamisté se následně přesunuli na záložní stránku s názvem "Islám v ČR nechceme", kde pokračovali ve svém protiislámském aktivismu; v únoru 2016 měla nová facebooková stránka hnutí přes 50 000 podporovatelů. Lídr hnutí, docent Martin Konvička, uvedl, že k obdobnému zablokování stránky došlo již v červnu roku 2014, kdy měla kolem 65 000 příznivců.

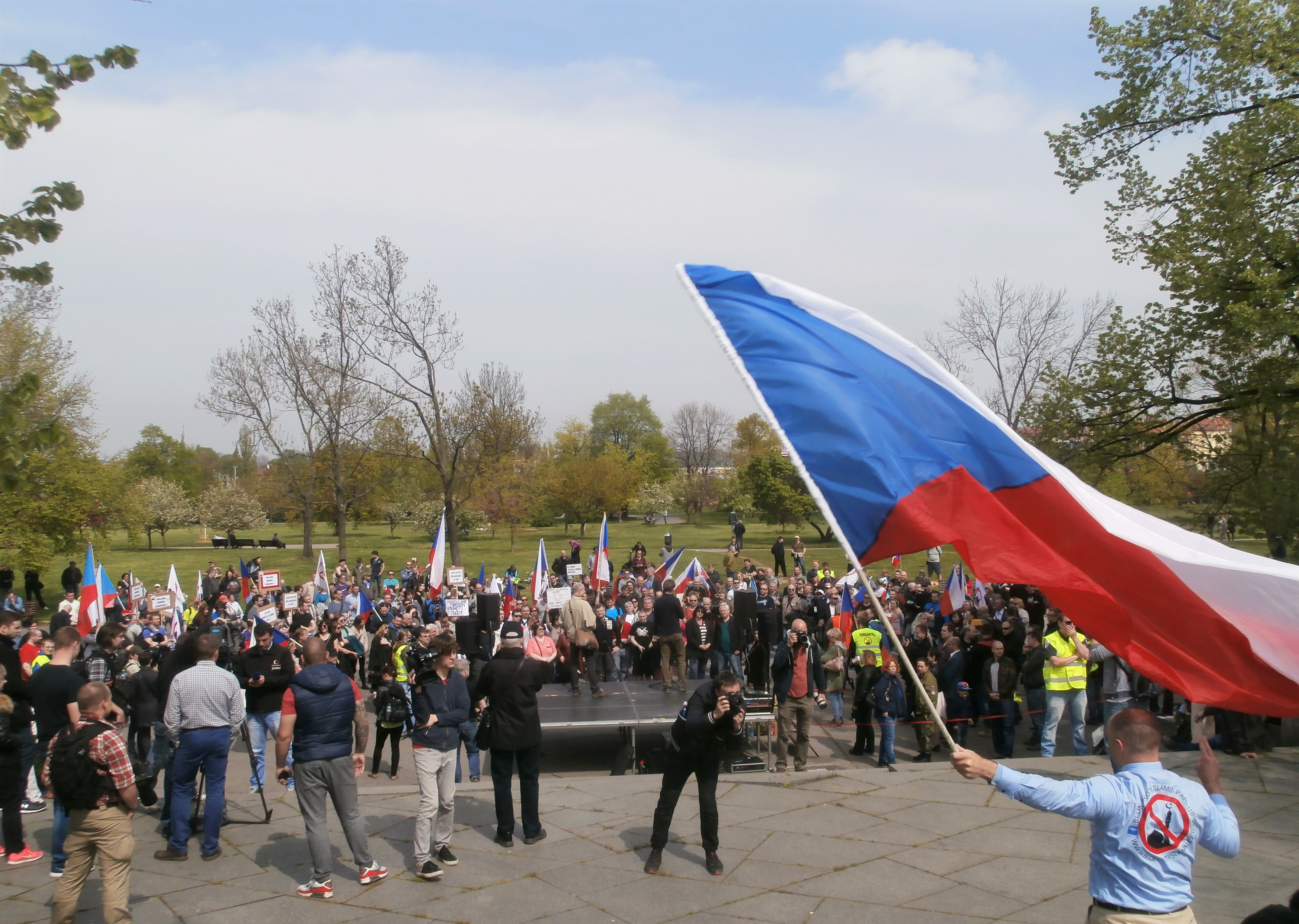
Demonstrace BPI a IVČRN, 1. 5. 2016 v Praze na Letné

Dne 6. února 2016 uspořádalo parlamentní hnutí Úsvit – Národní koalice a kontroverzní Blok proti islámu, přetransformovaný z iniciativy Islám v ČR nechceme, demonstraci nazvanou „Společně proti islamizaci Evropy“. Zúčastnilo se jí řádově tisíce lidí, čímž se stala do té doby největší demonstrací proti islámu uspořádanou v Česku. Na demonstraci, která byla součástí celoevropských antiislámských protestních akcí uspořádaných takzvaně islamofobními uskupeními, s projevy vystoupili kromě nejznámější tváře Bloku proti islámu Martina Konvičky také např. předseda Úsvitu – NK Miroslav Lidinský nebo sociolog Petr Hampl.
Dne 1. května Blok proti islámu s podporou hnutí Islám v ČR nechceme v Praze uspořádal "demonstraci a prvomájový pochod proti islamizaci ČR". Účast na akci dosáhla cca 600 osob a vyjma dopravních omezení se obešla bez výraznějších komplikací.

## Hodnocení extremismu
Organizace IVČRN byla zmíněna ve zprávách o extremismu publikovaných ministerstvem vnitra v kapitole týkající se krajní pravice. Ve zprávě o 4. čtvrtletí roku 2014 je uvedeno, že s uskupením byly spojovány množící se případy tzv. kyberšikany jeho odpůrců. Hnutí to odmítá. Ministerstvo vnitra připisuje dnes již zaniklé organizaci Czech Defence League (CZDL, mateřská organizace současného IvČRN) vylití prasečí moči na místo hromadné modlitby muslimů na Letenské pláni v Praze dne 2. května 2014. Na svých stránkách CZDL publikovala videa ze zakopávání prasečích hlav a polévání močůvkou téměř okamžitě poté, co se daná událost stala s informací, že video je od fanoušků této organizace. Hnutí IVČRN se ale od jakéhokoliv spojování s extremistickou scénou důrazně distancovalo.
IVČRN je zmíněna i ve zprávě o extremismu za první čtvrtletí roku 2015. Podle odborníků z Ministerstva vnitra hnutí zorganizovalo několik demonstrací, ale zájem o jeho aktivity bude podle nich spíše upadat. Hlavní aktivity stoupenců se koncentrují na kyberprostor, kde vedou pře se svými odpůrci. IVČRN a jím založený Blok proti islámu jsou zmíněné také v Souhrnné zprávě o extremismu za druhé čtvrtletí 2015. Poprvé jsou tyto subjekty zařazeny do samostatné kapitoly „Extremistická islamofobní scéna“. Sama organizace IVČRN kontroverzní označení „islamofobní“ zásadně nepoužívá a spíše se označuje za „antiislamistickou“. Autoři zprávy uvádějí, že i když se tato hnutí od krajní pravice distancují, jejich rétorika se mnohdy pohybovala na hraně zákona a radikální politické požadavky i návrhy a způsoby mobilizace sympatizantů se od projevů krajní pravice prakticky nelišily. Podle zprávy o extremismu za třetí čtvrtletí 2015 se rétorika a organizované akce IVČRN podobaly činnosti krajně pravicových subjektů a platforma navázala spolupráci s Úsvitem. V rámci Bloku proti Islámu záměrně a účelově používala pro získání volební podpory informace vytržené z kontextu, zobecněné nebo dezinterpretované.
V sobotu 12. září 2015 v rychlíku z Českých Budějovic operovala dvoučlenná samozvaná hlídka, jejíž členové na sobě měli mj. také odznaky IVČRN. Tvrdili, že chrání cestující před migranty a když se proti jejich činnosti někteří ohradili, vyhrožovali jim vysazením z vlaku. Po příjezdu policie byli výtržníci vyvedeni. Blok proti islámu vydal prohlášení, ve kterém uvedl, že se jednalo o účelovou provokaci, která ho měla poškodit, s tím, že tyto placky jsou volně k dispozici na demonstracích či na stránkách organizace. Žádná souvislost s ním ani s hnutím IVČRN se nepotvrdila.[zdroj⁠?!]
Členové organizace odmítají jakákoliv obvinění z xenofobie nebo rasismu s tím, že islám není rasa, ale náboženství a proti islámu vystupují, jelikož podle jejich výkladu je jeho součástí je i např. nerovnoprávné postavení žen a mužů, nenávist k nevěřícím a džihád mečem (tzv. svatá válka) je ohrožením pro celou západní civilizaci. Skupina o sobě také prohlašuje, že bojuje za ochranu svobody slova a lidských práv.
Jeden z bývalých protagonistů hnutí Martin Konvička byl od roku 2015 stíhán za své nenávistné výroky vůči muslimům, napsané v diskusích na sociální síti Facebook. Zmiňoval se v nich o „mletí muslimů do masokostní moučky“ nebo o „poslání muslimů do koncentračních táborů“. Konvička označil tyto výroky za přehnané a vytržené z kontextu. Trestní stíhání bylo v roce 2018 zastaveno.
Ředitel česko-arabského centra kulturního dialogu Insaan Šádí Shanaáh popsal podrobně aktivity a pozici iniciativy v kontextu extremistické scény v časopisu Respekt v červenci 2015 v reakci na předchozí články z webu iniciativy, týkající se jeho osoby.